# 基諾凱區

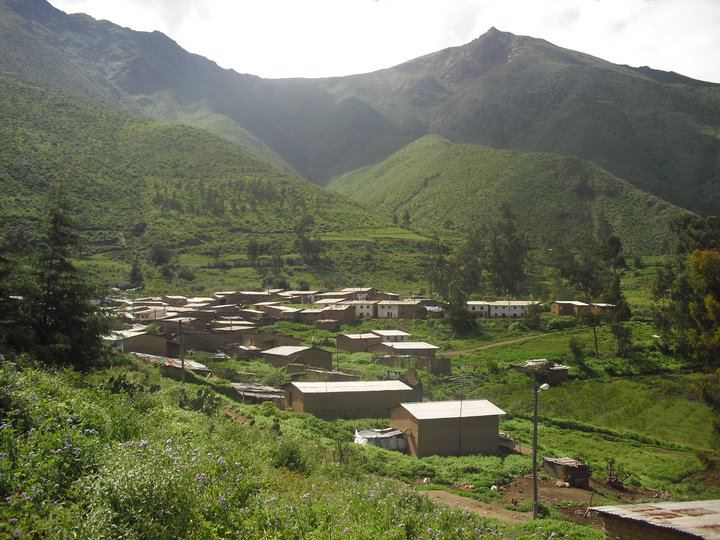

12°21′45″S 76°13′36″W / 12.3625°S 76.2266°W
基諾凱區（西班牙語：Distrito de Quinocay），是秘魯的一個區，位於該國中南部利馬大區的堯約斯省，始建於1960年3月25日，面積153.1平方公里，海拔高度2,652米，2005年人口542，人口密度每平方公里3.5人。